# Ausschuss für Bildung, Familie, Senioren, Frauen und Jugend
Der Ausschuss für Bildung, Familie, Senioren, Frauen und Jugend (bis 2025 Ausschuss für Familie, Senioren, Frauen und Jugend) ist seit seiner Einrichtung in der 13. Legislaturperiode 1994 ein ständiger Bundestagsausschuss.

## Aufgaben
Der Ausschuss ist federführend oder beratend an allen Gesetzentwürfen, Anträgen, Berichten sowie EU-Vorlagen zu jenen Themen beteiligt, die seinen Namen ausmachen. Einen Schwerpunkt bildet dabei die Förderung von Kindern und Familie sowie die Vereinbarkeit von Familie und Beruf. Darüber hinaus liegt der Fokus auch auf der Gleichstellung von Frauen und Männern, die Ermöglichung selbständigen Lebens für ältere Menschen und die Schaffung fairer Chancen für junge Menschen trotz unterschiedlicher gesellschaftlicher Voraussetzungen.

## Unterausschüsse
Speziell für kinderpolitische Angelegenheiten wurde 1988 die Kinderkommission des Deutschen Bundestages als Unterausschuss eingerichtet. In der 17. Legislaturperiode wurde zudem der Unterausschuss Bürgerschaftliches Engagement eingesetzt, der u. a. zur Umsetzung der Beschlüsse der Enquete-Kommission Zukunft des bürgerschaftlichen Engagements beitragen soll.

## Vorgängerausschüsse
In der Namensgebung des Ausschusses vor 1994 spiegelt sich seine Wandlung in Inhalten und Kompetenzen im Laufe der Jahre wider:
- Seit 2025: Ausschuss für Bildung, Familie, Senioren, Frauen und Jugend
- 1994–2025: Ausschuss für Familie, Senioren, Frauen und Jugend,
- 1990–1994: Ausschuss für Familie und Senioren und Ausschuss für Frauen und Jugend,
- 1986–1990: Ausschuss für Jugend, Familie, Frauen und Gesundheit,
- 1969–1986: Ausschuss für Jugend, Familie und Gesundheit,
- 1957–1969: Ausschuss für Familien- und Jugendfragen,
- 1953–1957: Ausschuss für Jugendfragen,
- 1949–1953: Ausschuss für Jugendfürsorge.

## Mitglieder der 21. Legislaturperiode
| Stephan Albani            | Florian Bilic       | Birgit Bessin     | Tobias Ebenberger        | Sabine Dittmar            | Daniel Baldy     | Misbah Khan    | Simone Fischer  | Mandy Eißing   | Maik Brückner    |  |  |
| Wolfgang Dahler           | Simone Borchardt    | Gereon Bollmann   | Jan Feser                | Felix Döring              | Oliver Kaczmarek | Denise Loop    | Schahina Gambir | Kathrin Gebel  | Mareike Hermeier |  |  |
| Ellen Demuth              | Carsten Brodesser   | Götz Frömming     | Nicole Höchst            | Saskia Esken, Vorsitzende | Daniela Rump     | Anja Reinalter | Sven Lehmann    | Nicole Gohlke  | Cansin Köktürk   |  |  |
| Hülya Düber               | Lars Ehm            | Sebastian Maack   | Martina Rose-Marie Kempf | Jasmina Hostert           | Dagmar Schmidt   | Ulle Schauws   | Corinna Rüffer  | Maren Kaminski | Heidi Reichinnek |  |  |
| Ralph Edelhäußer          | Adrian Grasse       | Johann Martel     | Anna Rathert             | Josephine Ortleb          | Lina Seitzl      | Nyke Slawik    | Tina Winklmann  |                |                  |  |  |
| Ansgar Heveling           | Markus Koob         | Kerstin Przygodda | Lukas Rehm               | Martin Rabanus            | Carolin Wagner   |                |                 |                |                  |  |  |
| Michael Hose              | Stefan Nacke        | Martin Reichardt  | Beatrix von Storch       | Truels Reichardt          | N.N.             |                |                 |                |                  |  |  |
| Anne König                | Lars Rohwer         | Angela Rudzka     | Otto Strauß              |                           |                  |                |                 |                |                  |  |  |
| Konrad Körner             | Felix Schreiner     | Christian Zaum    | Claudia Weiss            |                           |                  |                |                 |                |                  |  |  |
| Harald Orthey             | Katrin Staffler     |                   |                          |                           |                  |                |                 |                |                  |  |  |
| Oliver Pöpsel             | Anja Weisgerber     |                   |                          |                           |                  |                |                 |                |                  |  |  |
| Astrid Timmermann-Fechter | Klaus-Peter Willsch |                   |                          |                           |                  |                |                 |                |                  |  |  |
| N.N.                      | Emmi Zeulner        |                   |                          |                           |                  |                |                 |                |                  |  |  |

- * Obleute
- ** Sprecher

## Mitglieder der 20. Legislaturperiode
| SPD - Ordentliches Mitglied | SPD - Stellvertretendes Mitglied | CDU/CSU - Ordentliches Mitglied | CDU/CSU - Stellvertretendes Mitglied | Bündnis 90/Die Grünen - Ordentliches Mitglied | Bündnis 90/Die Grünen - Stellvertretendes Mitglied | FDP - Ordentliches Mitglied | FDP - Stellvertretendes Mitglied | AfD - Ordentliches Mitglied | AfD - Stellvertretendes Mitglied | Die Linke - Ordentliches Mitglied | Die Linke - Stellvertretendes Mitglied |
| --------------------------- | -------------------------------- | ------------------------------- | ------------------------------------ | --------------------------------------------- | -------------------------------------------------- | --------------------------- | -------------------------------- | --------------------------- | -------------------------------- | --------------------------------- | -------------------------------------- |
| Ulrike Bahr                 | Hakan Demir                      | Silvia Breher **                | Dorothee Bär                         | Emilia Fester                                 | Linda Heitmann                                     | Katja Adler                 | Daniel Föst                      | Gereon Bollmann             | Kay Gottschalk                   | Gökay Akbulut *                   | Sören Pellmann                         |
| Daniel Baldy                | Martin Diedenhofen               | Ralph Edelhäuser                | Alexander Hoffmann                   | Schahina Gambir                               | Markus Kurth                                       | Nicole Bauer                | Katrin Helling-Plahr             | Thomas Ehrhorn              | Nicole Höchst                    | Heidi Reichinnek                  | Kathrin Vogler                         |
| Leni Breymaier * **         | Angelika Glöckner                | Anne Janssen                    | Anne König                           | Ricarda Lang                                  | Nyke Slawik                                        | Martin Gassner-Herz         | Gyde Jensen                      | Mariana Harder-Kühnel *     | Jan Wenzel Schmidt               |                                   |                                        |
| Felix Döring                | Elisabeth Kaiser                 | Paul Lehrieder                  | Markus Koob                          | Denise Loop *                                 | Awet Tesfaiesus                                    | Matthias Seestern-Pauly *   | Claudia Raffelhüschen            | Martin Reichardt            | Beatrix von Storch               |                                   |                                        |
| Ariane Fäscher              | Sylvia Lehmann                   | Katja Leikert *                 | Yvonne Magwas                        | Ulle Schauws                                  | Beate Walter-Rosenheimer                           | Nico Tippelt                | Nicole Westig                    |                             |                                  |                                   |                                        |
| Anke Henning                | Helge Lindh                      | Gero Storjohann                 | Stefan Nacke                         | Nina Stahr                                    | Saskia Weishaupt                                   |                             |                                  |                             |                                  |                                   |                                        |
| Jasmina Hostert             | Franziska Mascheck               | Hermann-Josef Tebroke           | Josef Rief                           |                                               |                                                    |                             |                                  |                             |                                  |                                   |                                        |
| Sarah Lahrkamp              | Claudia Moll                     | Astrid Timmermann-Fechter       | Erwin Rüddel                         |                                               |                                                    |                             |                                  |                             |                                  |                                   |                                        |
| Erik von Malottki           | Brian Nickholz                   | Christoph de Vries              | Jana Schimke                         |                                               |                                                    |                             |                                  |                             |                                  |                                   |                                        |
| Josephine Ortleb            | Sönke Rix                        | Mareike Wulf                    | Klaus-Peter Willsch                  |                                               |                                                    |                             |                                  |                             |                                  |                                   |                                        |
| Stefan Schwartze            | N.N.                             |                                 |                                      |                                               |                                                    |                             |                                  |                             |                                  |                                   |                                        |

- * Obleute
- ** Sprecher

## Mitglieder der 19. Legislaturperiode
Die 40 Mitglieder des Ausschusses setzten sich aus 40 Mitgliedern zusammen: 14 Mitglieder der CDU/CSU-Bundestagsfraktion, neun Mitglieder der SPD-Fraktion, vier Mitglieder der Linksfraktion, sowie vier Mitglieder der Bundestagsfraktion Bündnis 90/Die Grünen. Die verbleibenden neun Sitze wurden von der FDP-Bundestagsfraktion (vier) und der AfD-Fraktion im Deutschen Bundestag (fünf) belegt. Vorsitzende war die Abgeordnete Sabine Zimmermann.
| CDU/CSU - Ordentliches Mitglied | CDU/CSU - Stellvertretendes Mitglied | SPD - Ordentliches Mitglied | SPD - Stellvertretendes Mitglied | Die Linke - Ordentliches Mitglied | Die Linke - Stellvertretendes Mitglied | Bündnis 90/Die Grünen - Ordentliches Mitglied | Bündnis 90/Die Grünen - Stellvertretendes Mitglied | AfD - Ordentliches Mitglied | AfD - stellvertretendes Mitglied | FDP - ordentliches Mitglied | FDP - stellvertretendes Mitglied |
| ------------------------------- | ------------------------------------ | --------------------------- | -------------------------------- | --------------------------------- | -------------------------------------- | --------------------------------------------- | -------------------------------------------------- | --------------------------- | -------------------------------- | --------------------------- | -------------------------------- |
| Maik Beermann                   | Manfred Behrens                      | Ulrike Bahr                 | Karamba Diaby                    | Doris Achelwilm                   | Gökay Akbulut                          | Katja Dörner **                               | Annalena Baerbock                                  | Thomas Ehrhorn              | Matthias Büttner                 | Grigorios Aggelidis **      | Jens Brandenburg                 |
| Melanie Bernstein               | Christoph Bernstiel                  | Leni Breymaier              | Angelika Glöckner                | Norbert Müller* **                | Birke Bull-Bischoff                    | Ulle Schauws                                  | Anna Christmann                                    | Mariana Harder-Kühnel **    | Franziska Gminder                | Nicole Bauer                | Carina Konrad                    |
| Silvia Breher                   | Ursula Groden-Kranich                | Josephine Ortleb            | Elisabeth Kaiser                 | Katrin Werner**                   | Cornelia Möhring                       | Charlotte Schneidewind-Hartnagel              | Monika Lazar                                       | Johannes Huber              | Nicole Höchst                    | Daniel Föst                 | Katja Suding                     |
| Torbjörn Kartes                 | Alexander Hoffmann                   | Sönke Rix * **              | Sylvia Lehmann                   | Sabine Zimmermann (Vorsitzende)   | Sören Pellmann                         | Beate Walter-Rosenheimer                      | Kordula Schulz-Asche                               | Frank Pasemann              | Jürgen Pohl                      | Matthias Seestern-Pauly*    | Nicole Westig                    |
| Katharina Landgraf              | Markus Koob                          | Susann Rüthrich             | Helge Lindh                      |                                   |                                        |                                               |                                                    | Martin Reichardt *          |                                  |                             |                                  |
| Silke Launert                   | Paul Lehrieder                       | Ursula Schulte              | Katja Mast                       |                                   |                                        |                                               |                                                    |                             |                                  |                             |                                  |
| Michaela Noll                   | Karin Maag                           | Stefan Schwartze            | Hilde Mattheis                   |                                   |                                        |                                               |                                                    |                             |                                  |                             |                                  |
| Ingrid Pahlmann                 | Eckhard Pols                         | Svenja Stadler              | Claudia Moll                     |                                   |                                        |                                               |                                                    |                             |                                  |                             |                                  |
| Sylvia Pantel                   | Erwin Rüddel                         | Gülistan Yüksel             | Ulli Nissen                      |                                   |                                        |                                               |                                                    |                             |                                  |                             |                                  |
| Martin Patzelt                  | Nadine Schön                         |                             |                                  |                                   |                                        |                                               |                                                    |                             |                                  |                             |                                  |
| Stephan Pilsinger               | Felix Schreiner                      |                             |                                  |                                   |                                        |                                               |                                                    |                             |                                  |                             |                                  |
| Josef Rief                      | Stephan Stracke                      |                             |                                  |                                   |                                        |                                               |                                                    |                             |                                  |                             |                                  |
| Marcus Weinberg **              | Hermann-Josef Tebroke                |                             |                                  |                                   |                                        |                                               |                                                    |                             |                                  |                             |                                  |
| Bettina Wiesmann                |                                      |                             |                                  |                                   |                                        |                                               |                                                    |                             |                                  |                             |                                  |

- * Obleute
- ** Sprecher

## Ausschussvorsitzende
- Seit 2025 Saskia Esken (SPD)
- 2021–2025 Ulrike Bahr (SPD)
- 2019–2021 Sabine Zimmermann (Die Linke)
- 2014–2018 Paul Lehrieder (CDU/CSU)
- 2009–2013 Sibylle Laurischk (FDP)
- 2002–2009 Kerstin Griese (SPD)
- 1998–2002 Christel Riemann-Hanewinckel (SPD)
- 1994–1998 Edith Niehuis (SPD)